# Japonitata
Japonitata es un género de escarabajos de la familia Chrysomelidae. El género fue descrito científicamente primero por Strand en 1935. Esta es una lista de especies perteneciente a este género:
- Japonitata abdominalis Jiang, 1989
- Japonitata antennata Chen & Jiang, 1986
- Japonitata bipartita Chen & Jiang, 1986
- Japonitata biramosa Chen & Jiang, 1986
- Japonitata caerulea Kimoto, 1996
- Japonitata clavata Yang & Wu in Wu, Yang & Li, 1998
- Japonitata concaviuscula Yang in Yang, Li, Zhang & Xiang, 1997
- Japonitata confragosa Yang & Li in Yang, Li, Zhang & Xiang, 1997
- Japonitata coomani Laboissiere, 1932
- Japonitata cordiformis Chen & Jiang, 1986
- Japonitata diformis Medvedev & Sprecher-Uebersax, 1998
- Japonitata flavoterminata Yang in Yang, 1992
- Japonitata hongpingana Jiang, 1989
- Japonitata litocephala Yang & Li, 1998
- Japonitata lunata Chen & Jiang, 1986
- Japonitata mirabilis Medvedev & Sprecher-Uebersax, 1999
- Japonitata nigricans Yang & Li, 1998
- Japonitata nigriceps Chen & Jiang, 1986
- Japonitata nigrita (Jacoby, 1885)
- Japonitata ochracea Kimoto, 2004
- Japonitata pallipes Chen & Jiang, 1986
- Japonitata picea Chen & Jiang, 1986
- Japonitata quadricostata Kimoto, 1996
- Japonitata ruficollis Jiang, 1989
- Japonitata rugatipennis Chen & Jiang, 1986
- Japonitata semifulva Jiang, 1989
- Japonitata striata Yang & Li in Yang, Li, Zhang & Xiang, 1997
- Japonitata tricarinata (Laboissiere, 1929)
- Japonitata tricostata Chen & Jiang, 1981
- Japonitata unicostata (Laboissiere, 1929)